# 北亚当斯 (马萨诸塞州)

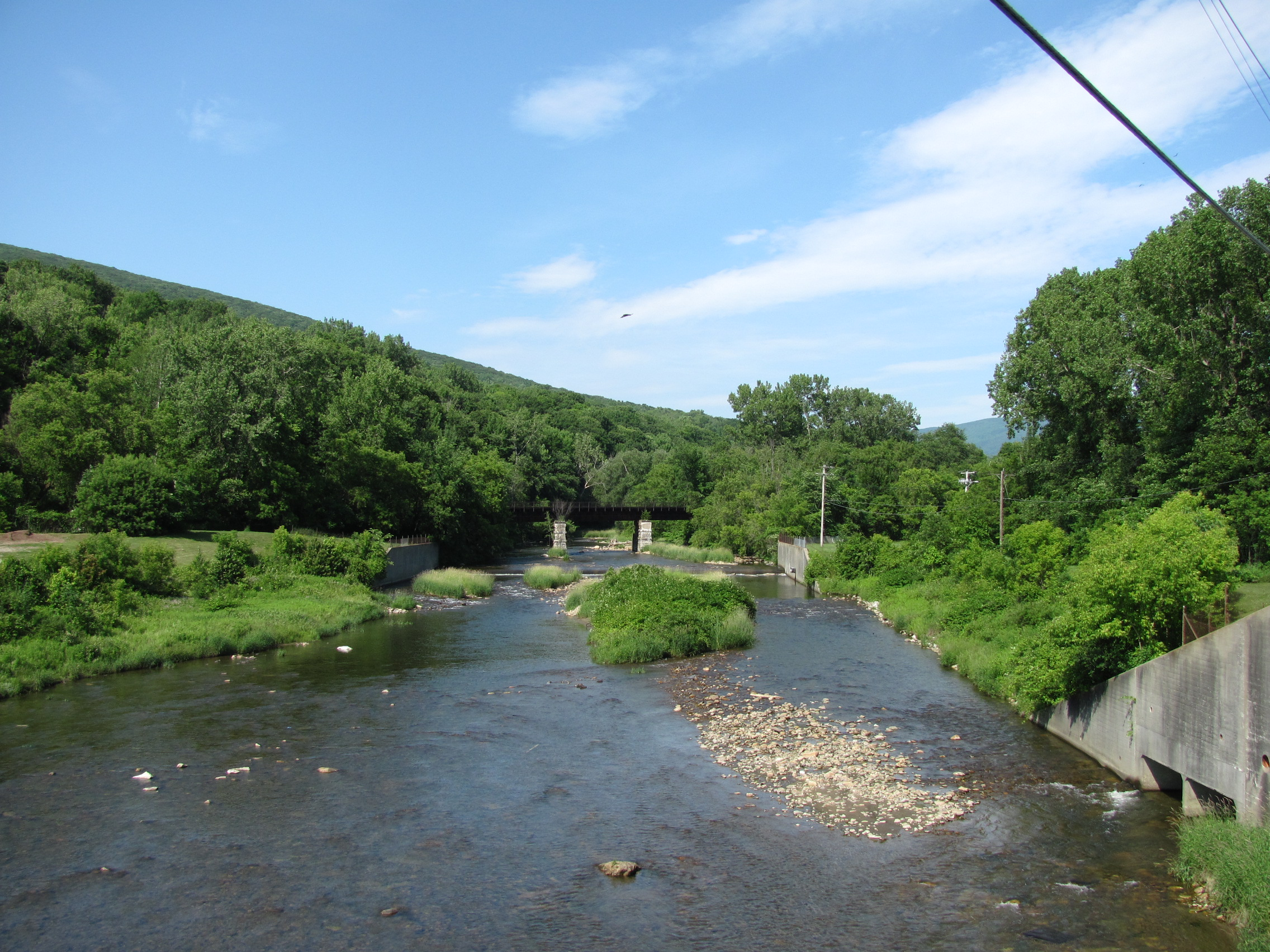

北亞當斯（英語：North Adams）是美國麻薩諸塞州伯克夏縣的一個城市，位於該州的西北部。面積53.3平方公里。根據美國2000年人口普查，人口14,681人，是全州人口最少的城市。
1737年白人開始殖民，1878年建鎮。城名紀念《美國獨立宣言》簽署者、馬薩諸塞州州長塞繆爾·亞當斯。